# Pilismarót, Komárom-Esztergom
Pilismarót  este un sat în districtul Esztergom, județul Komárom-Esztergom, Ungaria, având o populație de 1.956 de locuitori (2011). 

## Demografie
Componența etnică a satului Pilismarót
     Maghiari (93,83%)
     Romi (3,52%)
     Necunoscut (0,47%)
     Alții (2,18%)
Componența confesională a satului Pilismarót
     Romano-catolici (56,34%)
     Reformați (14,47%)
     Fără religie (7,21%)
     Necunoscută (20,71%)
     Alte religii (3,32%)
Conform recensământului din 2011, satul Pilismarót avea 1.956 de locuitori. Din punct de vedere etnic, majoritatea locuitorilor (93,83%) erau maghiari, cu o minoritate de romi (3,52%). Apartenența etnică nu este cunoscută în cazul a 0,47% din locuitori.  Din punct de vedere confesional, majoritatea locuitorilor (56,34%) erau romano-catolici, existând și minorități de reformați (14,47%) și persoane fără religie (7,21%). Pentru 20,71% din locuitori nu este cunoscută apartenența confesională.